# قائمة أجهزة القياس
هذه قائمة لبعض المقاييس أي أجهزة القياس.
| الكلمة                              | قياس                                                              |
| ----------------------------------- | ----------------------------------------------------------------- |
| مقياس التسارع                       | عجلة التسارع                                                      |
| مقياس الإشعاع                       | لقياس قوة الإشعاع وأيضا لقياس اشعاع الشمس بعلم الأرصاد الجوية     |
| مقياس الكحول أو المكحال             | لقياس درجة الكحول بالسائل                                         |
| مقياس الارتفاع                      | ارتفاع (طيران)                                                    |
| مقياس التيار الكهربي أو الأميتر     | التيار الكهربي، الأمبيرات                                         |
| مرياح                               | سرعة الريح                                                        |
| مقياس التبخر                        | معدل التبخر أو البخار                                             |
| مقياس السمع                         | السمع                                                             |
| مقياس الضغط الجوي                   | الضغط الجوي                                                       |
| مقياس الإشعاع الحراري               | الإشعاع الكهرومغناطيسي                                            |
| مقياس السعرات الحراريه              | حرارة التفاعلات الكيميائية                                        |
| مسجل ارتفاع السحاب                  | ارتفاع قاعدة السحب عن الأرض                                       |
| الساعة الزمنية                      | الزمن                                                             |
| مقياس ألوان                         | ألوان                                                             |
| مقياس الإزاحة                       | لقياس إزاحة القشرة الأرضية خلال الصدوع الجيولوجية والزلازل        |
| مقياس الانحراف المغناطيسي           | الانحراف المغناطيسي                                               |
| مقياس الكثافة                       | لقياس كثافة السوائل                                               |
| مقياس كثافة الصورة                  | درجة العتمة في المواد الفوتوغرافية أو نصف شفافة                   |
| مقياس الحيود أو الإنعراج            | بنية البلورات                                                     |
| دسدروميتر                           | حجم، وسرعة قطرات المطر.                                           |
| مجراع                               | التعرض للمخاطر, خاصة المشعة منها.                                 |
| مقياس درجة التحمل                   | صلادة                                                             |
| ديناميتر                            | تكبير المقراب                                                     |
| مقياس القدرة                        | قوة أو عزم الدوران.                                               |
| إلايوميتر                           | الكثافة النوعية للزيوت                                            |
| مقياس الكهرباء                      | الشحنات الكهربية                                                  |
| مقياس نقاوة الهواء                  | التغير في حجم الغاز المخلوط بعد الإحتراق                          |
| مقياس غلفاني                        | للكشف عن التيار الكهربي واتجاهه.                                  |
| مقياس الزوايا                       | الزوايا                                                           |
| مقياس شـمسـي                        | التغير بقطر الشمس                                                 |
| مقياس الرطوبة                       | الرطوبة                                                           |
| مقياس الحبر                         | الحبر                                                             |
| مقياس التداخل                       | تداخل الموجات                                                     |
| مقياس الغاز الحراري                 | للكشف عن وجود كميات من شوائب الغازات في الهواء                    |
| مقياس كثافة الحليب lactometer       | الكثافة النوعية للحليب                                            |
| مقياس المغناطيسية Magnetometer      | شدة المجالات المغناطيسية الأرضية                                  |
| مقياس الضغط Manometer               | الضغط                                                             |
| مطياف كتلة mass spectrometer        | كمية حركة الأيونات المرتدة من تفاعل بغية تحديد توزيع كتل المنظومة |
| مقياس متعدد إلكتروني multimeter     | الجهد الكهربي، والمقاومة، والتيار.                                |
| مقياس الصفو                         | كمية الشوائب في السوائل أو بالغازات.                              |
| عداد المسافة Odometer               | المسافة                                                           |
| مقياس مقاومة Ohmmeter               | المقاومة الكهربية                                                 |
| مقياس الرائحة                       | قوة نفاذية المحلول أو المادة الغروية أو المركب.                   |
| مقياس الخطو Pedometer               | الخطوات                                                           |
| مقياس الأس الهيدروجيني pH meter     | أس هيدروجيني (مقياس الحامضية والقلوية)                            |
| مقياس الإسـتضاءة Photometer         | الاضاءة أو الاشعاع                                                |
| مقياس استقطاب                       | دوران مستوى الضوء المستقطب عند مروره خلال مركب به نشاط ضوئي.      |
| مقياس الجهد الإنزلاقي               | الجهد الكهربي (المصطلح أيضا يستخدم لقياس المقاومة المتغيرة)       |
| مقياس الكثافة                       | كثافة السوائل                                                     |
| مقياس شدة الاشعاع                   | الإشعاع الشمسي                                                    |
| مقياس الإشعاع الحراري               | الإشعاع الحراري                                                   |
| مقياس السكر                         | كمية السكر بالمحلول                                               |
| مقياس الزلازل seismometer           | الموجات الزلزالية.                                                |
| مقياس للأشعة Spectrometer           | خصائص الضوء                                                       |
| قياس الضوء الطيفي spectrophotometer | كثافة الضوء كتطبيق لطول الموجة                                    |
| عداد السرعة Speedometer             | السرعة                                                            |
| مقياس ضغط الدم Sphygmomanometer     | ضغط الدم                                                          |
| مقياس الإجهاد Strainmeter           | الجهد الزلزالي                                                    |
| مقياس الأبعاد tacheometer           | المسافة                                                           |
| عداد الدوران Tachometer             | الدورات بالدقيقة, معدل جريان الدم                                 |
| عداد التاكسي Taximeter              | المسافة المستغرقة والوقت                                          |
| مقياس التوتر السطحي Tensiometer     | التوتر السطحي للسوائل                                             |
| مقياس الحرارة Thermometer           | الحرارة                                                           |
| مقياس اللزوجة Viscometer            | لزوجة السوائل                                                     |
| مقياس الجهد الكهربي Voltmeter       | الجهد الكهربي                                                     |
| مقياس القدرة Wattmeter              | الطاقة الكهربية                                                   |
| مقياس التخمر zymometer              | التخمير                                                           |
| مقياس كثافة الحرارة المنبعثة        | درجة الحرارة                                                      |